# Castelo de Chaves
O Castelo de Chaves, ou Castelo de Chaves e restos da fortificação abaluartada na cidade, localiza-se na freguesia de Santa Maria Maior, cidade e município de Chaves, distrito de Vila Real, em Portugal.
Em posição dominante sobre uma elevação à beira do rio Tâmega, defendia a fronteira com a Galiza.
O Castelo de Chaves está classificado como Monumento Nacional desde 1938.

## História

### Antecedentes
A primitiva ocupação humana da região remonta à pré-história, conforme os testemunhos arqueológicos ali abundantes.
Certamente remontando a um castro pré-romano, à época da Invasão romana da Península Ibérica. Chaves foi importante centro urbano conforme também o testemunham os vestígios arqueológicos. A partir do ano de 78 tornou-se sede de município fundado por Tito Flávio Vespasiano, que a denominou Aquae Flaviae, em homenagem à excelência das águas termais em que a região é abundante. Para unir as duas margens do rio, cortado pela estrada romana que unia Bracara Augusta (atual Braga) e Astúrica Augusta (Astorga, hoje na Espanha), foi erguida a Ponte de Trajano, datada do século I. Acredita-se que também dataria deste período a primeira muralha envolvendo a povoação, cirscunscrita ao centro histórico da atual cidade, onde foi erguida a Igreja Matriz.
A partir do século III a cidade foi palco das invasões de Suevos, destacando-se as lutas entre Remismundo e Frumário que, disputando o direito ao trono, acarretaram a quase total destruição da povoação (411), culminando com a vitória de Frumário e a prisão do bispo Idácio de Chaves. Posteriormente se sucederiam Alanos e Visigodos até que, no início do século VIII, chegaram os Muçulmanos, vencendo Rodrigo, o último rei dos Visigodos (713). Os novos conquistadores terão reforçado a fortificação de Chaves, uma vez que choques entre mouros e cristãos se sucederam até ao século XI.

### O castelo medieval
À época da Reconquista cristã da Península Ibérica, Chaves foi inicialmente tomada aos mouros por Afonso III de Leão (866-910), que teria determinado uma reconstrução de suas defesas. Esta primitiva edificação do castelo é atribuída ao conde Odoário, no século IX. No primeiro quartel do século X, entretanto, Chaves voltou a cair no domínio mouro.
Afonso VI de Leão e Castela incluiu a povoação de Chaves no dote da princesa Teresa de Leão e Castela, quando a casou com o conde D. Henrique de Borgonha (1093), passando a integrar os domínios do Condado Portucalense. A tradição local refere, entretanto, que, por volta de 1160, os irmãos Rui e Garcia Lopes, cavaleiros de D. Afonso Henriques, conquistaram Chaves para a Coroa portuguesa. Por este feito, teriam sido recompensados pelo soberano com os domínios da povoação e seu castelo. Os corpos dos irmãos encontram-se sepultados na Igreja de Santa Maria Maior.
Por volta de 1221, Afonso IX de Leão e Castela, visando assegurar para a sua esposa, D. Teresa, infanta de Portugal, a posse dos castelos que o pai dela, Sancho I de Portugal (1185-1211) lhe legara em testamento, e que o irmão, Afonso II de Portugal lhe reivindicava, invadiu Portugal, conquistando Chaves. O domínio de Chaves só seria devolvido a Portugal entre o final de 1230 e o início de 1231, em virtude de negociações tratadas na vila do Sabugal (então leonesa), entre Sancho II de Portugal e Fernando III de Leão e Castela.

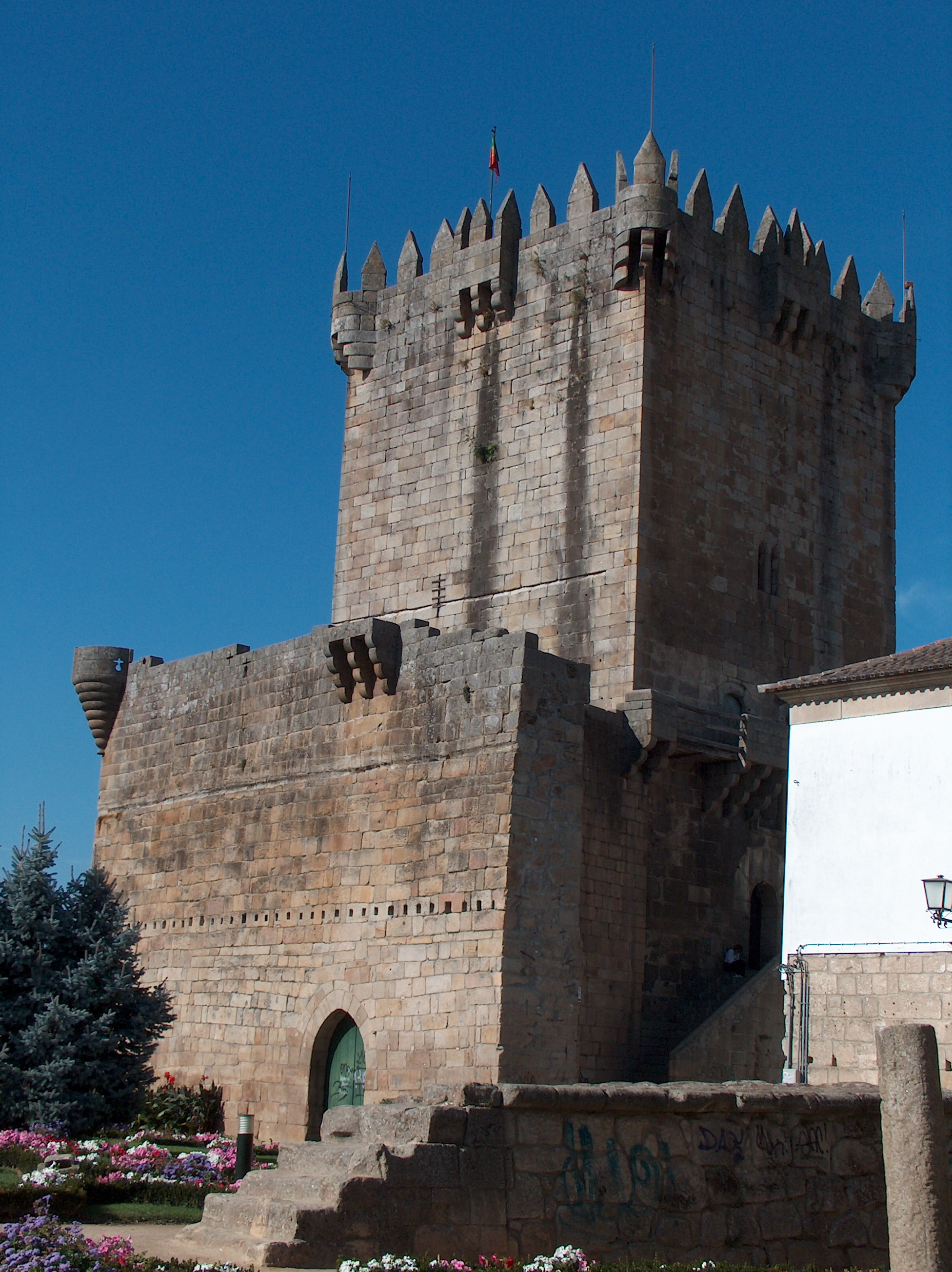
Castelo de Chaves, Portugal: vista da torre de menagem.

Embora tradicionalmente se afirme que Chaves foi o local das núpcias de Afonso III de Portugal (1248-1279) com a infanta D. Beatriz, filha ilegítima de Afonso X de Castela, na realidade o soberano dirigiu-se a Santo Estevão de Chaves (1253). Foi este soberano quem, determinando a reconstrução de suas defesas, outorgou o primeiro foral a Chaves, em 1258, com direitos idênticos aos de Zamora, no reino de Leão. Data desta época, assim, o início da reconstrução do castelo com a ereção da torre de menagem, para o que construibuiam os moradores dos termos de Chaves e de Montenegro mediante o pagamento da anúduva. Alguns autores referem que a construção desta torre de menagem foi uma resposta à construção do Castelo de Monterey, no lado oposto da fronteira, no reino da Galiza.
O seu sucessor, Dinis de Portugal (1279-1325), deu prosseguimento às obras, concluindo a torre de menagem e a cerca da vila. Afonso IV de Portugal (1279-1325), por sua vez, confirmou o foral à vila (1350).
No contexto da crise de 1383-1385, a vila de Chaves tomou partido por D. Beatriz e D. João I de Castela. Após a batalha de Aljubarrota (1385), as forças do Condestável D. Nuno Álvares Pereira, impuseram cerco ao castelo, que se estendeu de Janeiro a Abril de 1386, até à rendição de seu alcaide-mor, Martim Gonçalves de Ataíde. Em recompensa, D. João I de Portugal doou estes domínios ao Condestável, que os legou como dote a sua filha D. Beatriz, pelo casamento com D. Afonso, 1° duque de Bragança. Por este motivo, alguns autores também denominam o Castelo de Chaves como o Castelo do Duque de Bragança.
Sob o reinado de D. Manuel I (1495-1521), a povoação e seu castelo encontram-se figurados por Duarte de Armas (Livro das Fortalezas, c. 1509). Chaves recebeu o Foral Novo do soberano a 7 de Dezembro de 1514.

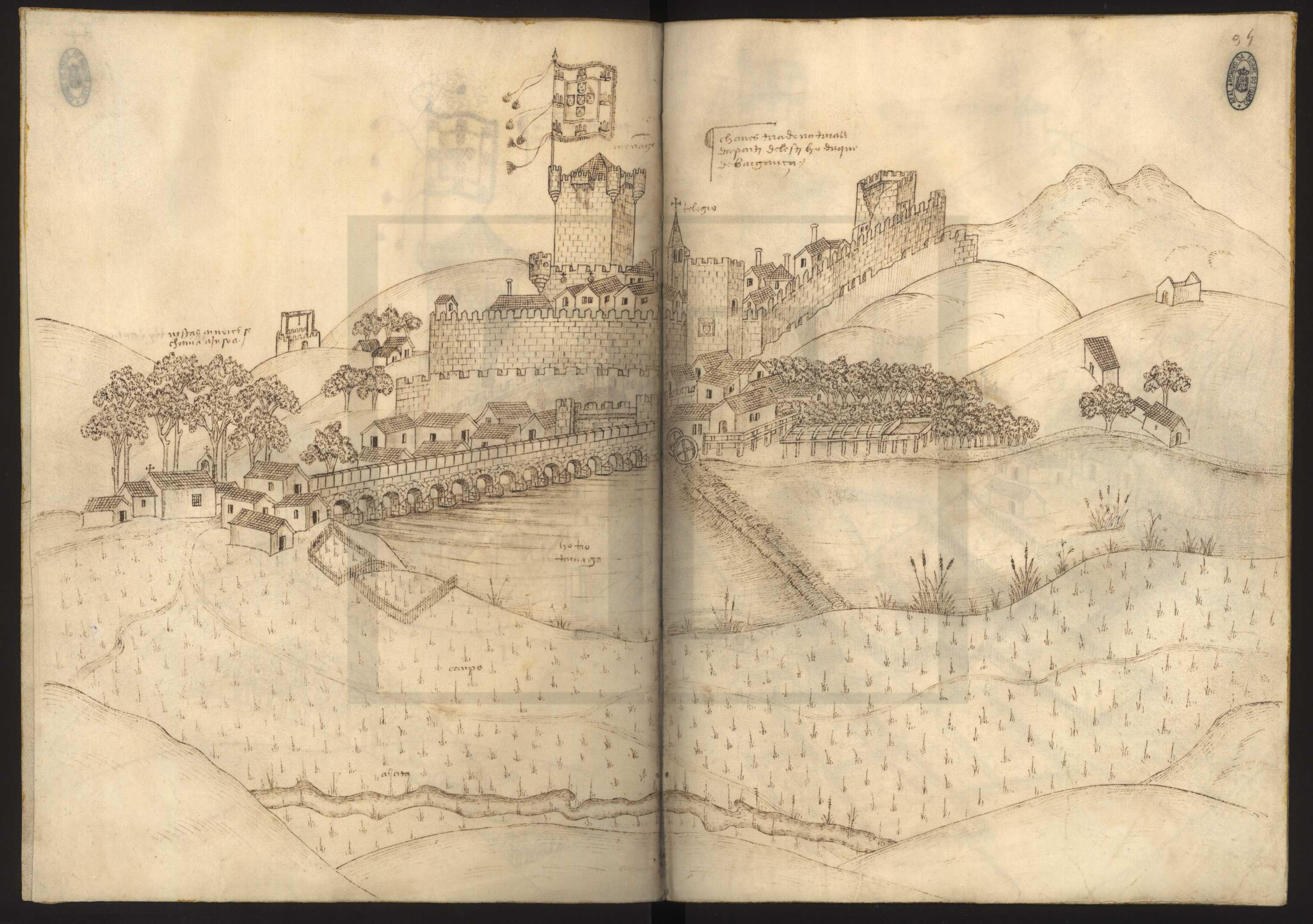
O castelo de Chaves figurado no Livro das Foralezas.

### Da Guerra da Restauração aos nossos dias
O castelo voltaria à ação durante a Guerra da Restauração, tendo-lhe sido modernizadas as defesas, adaptadas aos então modernos tiros de artilharia. Para esse fim, entre 1658 e 1662 foram reconstruídas as muralhas da vila, mais baixas, com traçado abaluartado, escavados fossos secos, colocadas estacas no Alto da Trindade, e erguidos o Revelim da Madalena e o Forte de São Francisco, sob a direção do Governador Militar, D. Rodrigo de Castro, conde de Mesquitela. Numa segunda etapa, entre 1664 e 1668 a estacaria do Alto da Trindade deu lugar ao Forte de São Neutel, sob a orientação do Governador Militar, General Andrade e Sousa.
No contexto da Guerra Peninsular estas defesas voltariam a ser guarnecidas. Com a paz, as muralhas de Chaves foram sendo absorvidas pelo progresso urbano, conforme exemplificado na região da Porta do Anjo e na da Rua do Sol.
No século XX, Chaves foi elevada a cidade a 12 de Março de 1929, estando o seu castelo classificado como Monumento Nacional por Decreto publicado em 22 de Março de 1938. No final da década de 1950, a Direcção Geral dos Edifícios e Monumentos Nacionais (DGEMN) iniciou uma série de intervenções de consolidação, limpeza, restauro e reconstrução das suas defesas. Os trabalhos prosseguiram ao longo das décadas de 1960 e de 1970, culminando, em 1978, com a instalação de um museu histórico-militar nas dependências da torre de menagem do castelo medieval. Nele os visitantes encontram expostas armas, uniformes, bandeiras, desenhos e plantas, desde a Idade Média até à aos nossos dias. A década de 1980 foi marcada pela execução de diversos trabalhos de beneficiação e por pesquisa arqueológica nos jardins do castelo, a sul da torre de menagem (1985), ao passo que a da 1990 deu prioridade à requalificação dos espaços do Forte de São Francisco e do Forte de São Neutel.

#### Século XXI
Parte da muralha ruiu em 2001 devido ao mau tempo na região. Cerca de uma semana após concluída a reconstrução, o baluarte voltou a desmoronar. Apesar de estarem em causa 450 mil euros - valor das obras de reconstrução - o inquérito aberto pela Câmara Municipal não encontrou responsáveis. Empreiteiro, arquitectos, Câmara ou Instituto Português do Património Arquitectónico, que deu aval ao projecto, ninguém foi responsabilizado. O inquérito identificou como causas do desmoronamento o facto da recuperação não ter sido feita de cunhal a cunhal e de não se ter recuperado o espaço superior do baluarte, onde existiam pequenas hortas.
Um concurso para a nova reconstrução foi lançado em 2004 e as obras ficaram concluídas em 2007.

## Características

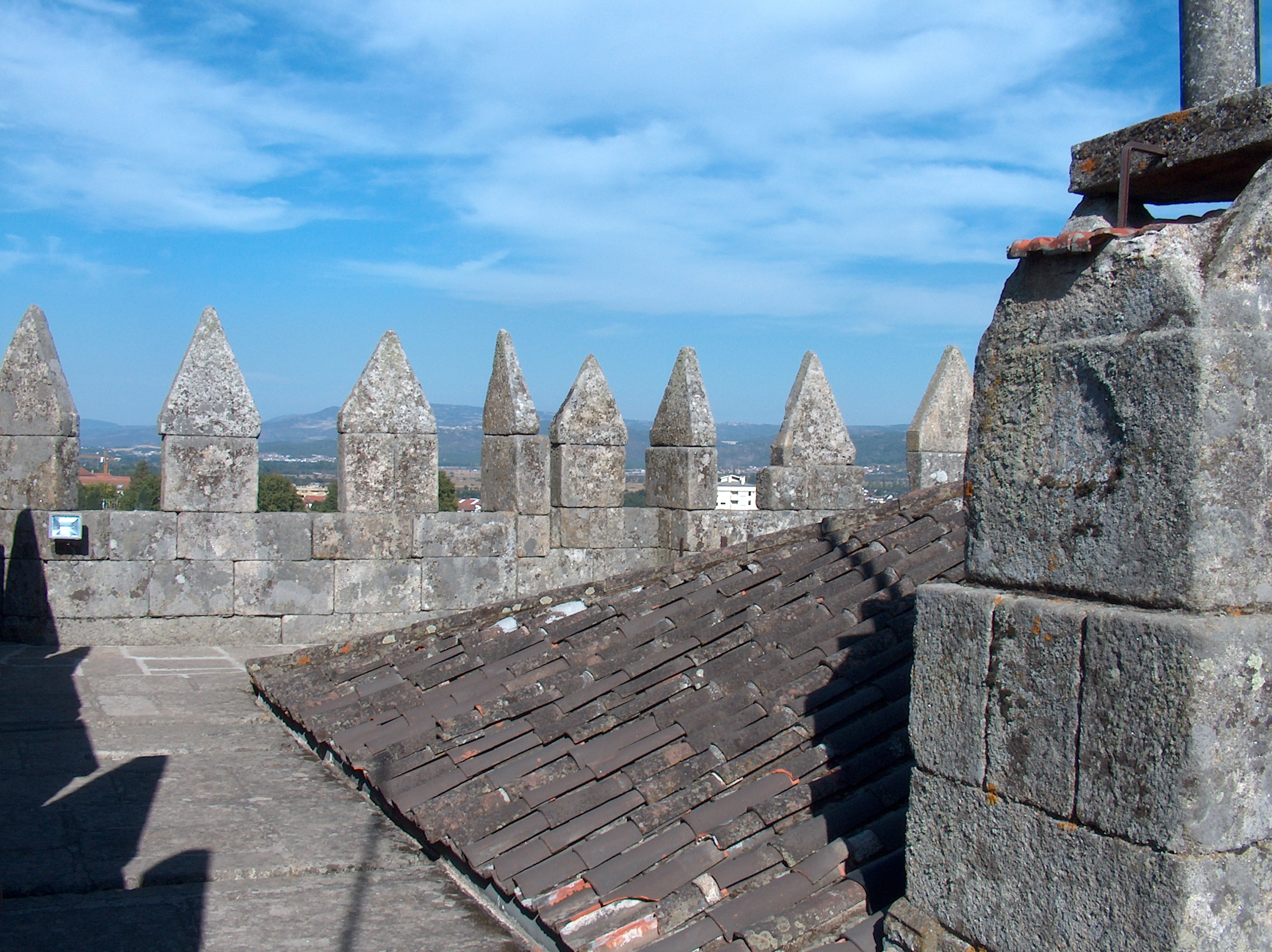
Castelo de Chaves, Portugal: detalhe das ameias, no alto da Torre de Menagem.

O conjunto é marcado pelo castelo medieval, em posição dominante sobre a cidade, com planta rectangular compreendendo internamente a Torre de Menagem e, externamente, fortificações abaluartadas ao estilo Vauban.
Do castelo medieval sobreviveu apenas parte da muralha e a Torre de Menagem. Esta, apresenta planta quadrangular com as dimensões de doze metros de largura por cerca de vinte e oito metros de altura, dividida internamente em rés do chão (cisterna) e mais três pavimentos com teto em abóbada de berço. Em suas paredes de granito rasgam-se algumas seteiras, e no alçado a Leste, varandas de madeira. Coroada por merlões e ameias, nos vértices, pequenos balcões semicirculares são suportados por Mata-cães. É acedida pelo primeiro pavimento, através de uma escada de pedra em ângulo, com guardas, também de pedra, e porta em arco de volta perfeita, com moldura torada, encimada por um brasão real com dezanove castelos.
A barbacã da torre, percorrida por adarve, apresenta, na fachada sudoeste, uma porta em arco de volta perfeita. Esta porta é defendida por um balcão rectangular e saliente com matacães. Balcão semelhante pode ser observado na fachada noroeste, assim como um outro, de canto circular, no ângulo destas fachadas. O acesso ao adarve é feito pelo balcão com passadiço, a partir do segundo pavimento da torre.
O conjunto encontra-se parcialmente envolvido por um jardim artístico, delimitado pelas muralhas.